# Cho Yong-hyung
Cho Yong-hyung (en coreano: 조용형, nacido el 3 de noviembre de 1983 en Incheon, Corea del Sur) es un futbolista surcoreano que juega como defensor o volante defensivo para el Shijiazhuang Ever Bright de la Superliga de China.

## Trayectoria

### K League
Cho debutó como profesional en el Bucheon SK en la temporada 2005, y fue incluido en el equipo estelar de la liga en ese año. En 2007 pasó una temporada en el Seognam Ilhwa Chunma, pero regresó al Jeju United (nombre bajo el cual se conoce al Bucheon SK desde 2006) en 2008 y continuó jugando allí hasta el año 2010.

### Catar
Cho fue transferido al Al Rayyan Sports Club de la Liga de Catar luego de concluida la Copa Mundial de Fútbol de 2010, firmando un contrato por dos años. Luego de terminado su contrato, Cho lo renovó por un año más, quedándose así hasta el final de la temporada 2012-13 en el club de Medio Oriente.

## Clubes
| Club                 | País          | Año       |
| -------------------- | ------------- | --------- |
| Bucheon SK           | Corea del Sur | 2005      |
| Jeju United          | Corea del Sur | 2006      |
| Gyeongnam FC         | Corea del Sur | 2007      |
| Seognam Ilhwa Chunma | Corea del Sur | 2007      |
| Jeju United          | Corea del Sur | 2008-2010 |
| Al Rayyan            | Catar         | 2010-2014 |
| Al-Shamal SC         | Catar         | 2014-2015 |
| Shijiazhuang         | China         | 2015-     |

## Palmarés
Al Rayyan:
- Copa del Jeque Jassem: 2012 y 2013
- Copa Príncipe de la Corona de Catar: 2011/12
- Copa del Emir de Catar: 2010/11 y 2012/13

Individuales
- Mejor 11 de la K League Classic: 2005
- Mejor defensa del Campeonato de Fútbol del Este de Asia 2010.

## Selección nacional

### Participaciones en competiciones internacionales
| Mundial                                    | Sede      | Resultado        |
| ------------------------------------------ | --------- | ---------------- |
| Copa Mundial de Fútbol de 2010             | Sudáfrica | Octavos de final |
| Campeonato de Fútbol del Este de Asia 2010 | Japón     | 2º de liguilla   |